# 圣索齐
圣索齐（法語：Saint-Sozy，法語發音：[sɛ̃ sozi]）是法国洛特省的一个市镇，位于该省北部，属于古尔东区。

## 地理
圣索齐（44°52'49"N, 1°33'51"E）面积8.59 平方千米，位于法国奧克西塔尼大區洛特省，该省份为法国西南部内陆省份，北起顺时针与科雷兹省、康塔爾省、阿韦龙省、塔恩-加龙省、洛特-加龍省和多尔多涅省接壤。
与圣索齐接壤的市镇（或旧市镇、城区）包括：迈拉克、克雷斯、拉卡沃、梅罗讷、潘萨克。

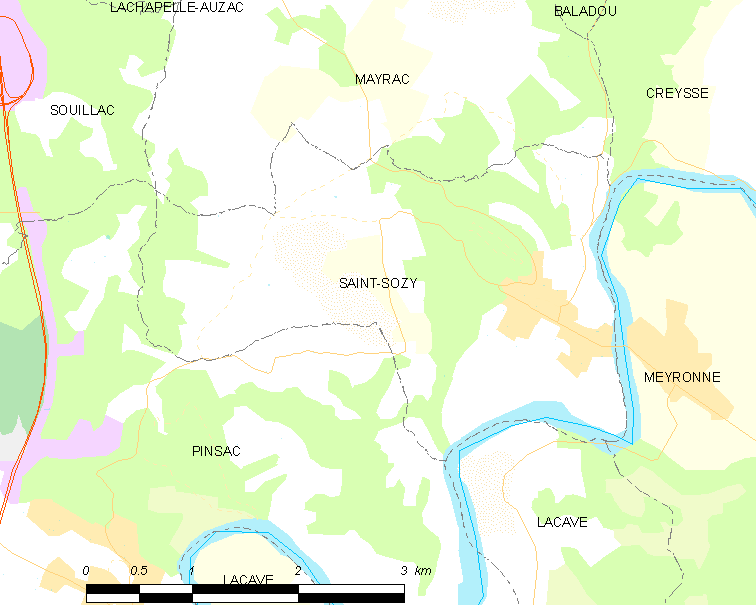
圣索齐的OSM定位图

圣索齐的时区为UTC+01:00、UTC+02:00（夏令时）。

## 行政
圣索齐的邮政编码为46200，INSEE市镇编码为46293。

## 政治
圣索齐所属的省级选区为苏亚克县。

## 人口

1962-2008年间圣索齐人口变化图示

圣索齐于2022年1月1日时的人口数量为486人。